# Золтан Сюдьї
Золтан Сюдьї (угор. Szügyi Zoltán; 8 лютого 1896 — 23 листопада 1967, Будапешт) — угорський офіцер, генерал-майор. Кавалер Лицарського хреста Залізного хреста.

## Біографія
Учасник Першої світової війни, за бойові заслуги відзначений численними нагородами. 12 жовтня 1944 року під його командуванням було сформоване одне з найкращих елітних формувань угорської армії — дивізія «Святий Ласло». У складі групи армій «південь» бився на радянсько-німецькому фронті. Командував дивізією до капітуляції 8 травня 1945 року.

## Нагороди
- Орден Заслуг (Угорщина)
  - Лицарський хрест
  - Офіцерський хрест з військовою відзнакою і мечами
  - Командорський хрест із зіркою на військовій стрічці з мечами
- Залізний хрест 2-го і 1-го класу (Королівство Пруссія)
- Пам'ятна військова медаль (Угорщина) з мечами
- Пам'ятна військова медаль (Австрія)
- Вогняний хрест для фронтовиків з мечами
- Пам'ятна медаль за визволення Трансильванії

### Нагороди Австро-Угорщини
- Орден Залізної Корони 3-го класу з мечами
- Хрест «За військові заслуги» (Австро-Угорщина) 3-го класу з мечами
- Срібна і бронзова медаль «За військові заслуги» (Австро-Угорщина)
- Золота і срібна (2-го і 1-го класу) медаль за хоробрість (Австро-Угорщина)
- Військовий Хрест Карла
- Медаль «За поранення» (Австро-Угорщина) з 5-ма смугами (за 5 поранень)

### Нагороди Третього Рейху
- Застібка до Залізного хреста
  - 2-го класу (13 грудня 1942)
  - 1-го класу (12 лютого 1943)
- Лицарський хрест Залізного хреста (12 січня 1945)